# Happy end
Happy end(ing) je termín z angličtiny označující takové zakončení fiktivního děje, které je ve všem podstatném šťastné pro hlavní hrdiny – přeloženo do češtiny znamená „šťastný konec“ (šťastné zakončení) děje. Velmi často se objevuje zejména ve filmových amerických dílech.[zdroj⁠?!] Vzhledem k předchozímu průběhu je nerealistický happy end běžně označován za americkou specialitu.[zdroj⁠?!]
V angličtině je správný výraz pouze happy ending.